# Parachimerarachne
Parachimerarachne – wymarły rodzaj pajęczaków z rodziny Chimerarachnidae. Obejmuje tylko jeden opisany gatunek, Parachimerarachne longiflagellum. Żył w kredzie na terenie współczesnej Mjanmy.

## Taksonomia
Rodzaj i gatunek typowy opisane zostały w 2022 roku przez Jörga Wunderlicha i Patricka Müllera na łamach „Beiträge zur Araneologie”. Opisu dokonano na podstawie datowanej na cenoman inkluzji w bursztynie birmańskim. Nazwa rodzajowa nawiązuje do siostrzanego rodzaju Chimerarachne, natomiast epitet gatunkowy odnosi się do długiego biczyka na opistosomie pajęczaka.

## Morfologia
Jedyny zmierzony okaz jest samcem o ciele długości 2 mm mierzonym bez biczyka, prosomie długości 1 mm i szerokości 0,7 mm oraz mierzonej bez biczyka opistosomie (odwłoku) długości 1 mm i szerokości 0,55 mm. Ubarwienie miał brązowe. Karapaks był około 1,4 raza dłuższy niż szeroki. Szczękoczułki członami nasadowymi nie wystawały poza jego obrys. Stosunkowo długie i szczupłe odnóża porastały nieliczne długie i cienkie szczecinki, w tym dwie lub trzy na grzbietach ud i dwie na wierzchach rzepek. Na nadstopiach i stopach wyrastały nieliczne trichobotria. Opistosoma miała kądziołki przędne osadzone dość przednio, z parą przednio-boczną wyrastającą w środkowej jej części. Na końcu opistosomy wyrastał bardzo długi, osiągający około 6 mm długości, a więc trzykrotność długości ciała biczyk zbudowany z około 70 członów o niemal równych długościach. Nogogłaszczki samca miały niezgrubiałe człony, krótką rzepkę, długą goleń, dobrze rozwinięte i dość długie nadstopie, stosunkowo krótkie cymbium podłużnie podzielone na dwie gałęzie, z których retrolateralna prawdopodobnie miała paracymbium u nasady oraz pozbawiony zesklerotyzowanych apofiz, zaopatrzony w długi i cienki embolus oraz brzuszno-odsiebny guzek bulbus.